# Экштайн, Дитер
Ди́тер Э́кштайн (нем. Dieter Eckstein; род. 12 марта 1964, Кель, Баден-Вюртемберг) — немецкий футболист, выступавший на позиции нападающего.

## Карьера
Экштайн начинал карьеру в академии местного клуба «Кель», после чего в 1983 году перешёл в «Нюрнберг». Первый сезон он провёл в резервной команде и помог ей повыситься в Оберлигу Баварии. В сезоне 1984/85 13 голов Экштайна помогли «Нюрнбергу» занять первое место во Второй Бундеслиге и подняться в первую лигу. В январе 1989 года Дитер перешёл во франкфуртский «Айнтрахт», где провёл два года. В 1991 году Экштайн вернулся в «Нюрнберг».
В 1993 году он перешёл в «Шальке 04», где отыграл два сезона. В 1995 году Экштайн стал игроком английского клуба «Вест Хэм Юнайтед», за который не провёл ни одного матча. В том же году он вернулся в Германию и присоединился к «Вальдхофу», где в 21 игре во второй лиге забил всего один мяч. В 1996 году Экштайн провёл полгода в швейцарском «Винтертуре», после чего — полтора года в «Аугсбурге» в Регионаллиге «Юг». В конце своей карьеры Дитер выступал в Оберлиге Баварии за «Пост/Зюд Регенсбург», затем — в любительских клубах «Хайдингсфельд» и «Нойзес».
По окончании карьеры Экштайн тренировал любительские клубы, где также был и играющим тренером.
В 1985—1986 годах Экштайн провёл шесть матчей за молодёжную сборную Германии, забив четыре мяча. В 1987—1988 годах он сыграл три матча за олимпийскую сборную, однако на Олимпиаду в Сеуле не отправился. Вместо этого Экштайн был включен в заявку сборной Германии на чемпионат Европы 1988 года, где немцы дошли до полуфинала. Всего на счету Дитера семь матчей за главную национальную сборную.

## Личная жизнь
В возрасте 11 лет Экштайн потерял своего отца, а в возрасте 14 лет — мать, и с тех пор он воспитывался приёмными родителями. В 1988 году у Дитера умер его сын в возрасте семи недель из-за синдрома внезапной детской смерти. В 2001 году у Экштайна был обнаружен рак яичка, который он сумел победить. В феврале 2001 года он получил инфаркт миокарда и пролежал пять дней в коме. 1 июля 2011 года, во время благотворительного футбольного матча в Регенсбурге, Экштайн пережил остановку сердца.
В настоящее время Экштайн проживает в баварском Дюррвангене, где работает в футбольной школе для детей и юношей.